# Chytriomyces closterii
Chytriomyces closterii är en svampart som beskrevs av Karling 1949. Chytriomyces closterii ingår i släktet Chytriomyces och familjen Chytridiaceae.   Inga underarter finns listade i Catalogue of Life.